# Конюшков (Львовская область)
Конюшков (укр. Конюшків) — село в Бродовской городской общине Золочевского района Львовской области Украины.
В 2024 году население села составляло 652 человека. Население по переписи 2001 года составляло 776 человек. Занимает площадь 1,582 км². Почтовый индекс — 80624. Телефонный код — 3266.